# Пендік (станція)
40°52′49″ пн. ш. 29°13′54″ сх. д. / 40.880292481776° пн. ш. 29.231590878385° сх. д.
Станція Пендік (тур. Pendik garı) — залізнична станція у Пендік, Стамбул. 
Розташована між проспектами Хатбойу та Абдюлхалік-Ренда у південно-східному Пендіку. 
TCDD Taşımacılık керує поїздами YHT до Анкари та Коньї через Ескішехір, а також щоденними регіональними поїздами до Адапазари. 
Станція знаходиться за 24,05 км від станції Хайдарпаша у центрі Стамбула.

## Історія
Станція Пендік була спочатку відкрита в 1872 році османським урядом як частина залізниці від Константинополя (сучасний Стамбул) до Ізміту. 
Пізніше залізниця перейшла під управління Османської Анатолійської залізниці (CFOA) у 1888 році та була продовжена до Коньї та Анкари. 
В 1909 році залізницею відкрито рух потягів між станціями Хайдарпаша та Пендік. 
 
CFOA було націоналізовано в 1927 році, а в 1936 році станція Пендік була перебудована та розширена Турецькою державною залізницею. 
.  
1969 році станцію було електрифіковано, а між Хайдарпашею та Гебзе розпочато приміське залізничне сполучення, що також почав обслуговування Пендік. 
 
Станція також була зупинкою всіх міжміських поїздів, що курсували зі Стамбула на схід. 
29 квітня 2012 року все залізничне сполучення на схід від станції було призупинено через будівництвом високошвидкісної залізниці Стамбул — Анкара та приміської залізничної системи Мармарай. 
 
Приміські поїзди продовжували курсувати з Хайдарпаші до Пендіка до 19 лютого 2013 року, коли було призупинено рух усіх поїздів на захід від станції. 
Під час 17-місячного закриття станцію Пендік було реконструйовано; 
платформи перебудовано та розширено для обслуговування чотирьох колій замість трьох, а в підземному переході побудовано новий станційний мезонін. 26 липня 2014 року станція Пендік знову відкрито, обслуговуючи високошвидкісні поїзди YHT до Анкари та Коньї. 
Роботи на решті системи Мармарай були завершені до 12 березня 2019 року, коли подальше сполучення міжміських поїздів разом із приміським залізничним сполученням повернулося до станції Пендік.

## Пересадки
- Автобус: 16C, 16A, 16D, 17, 17B, 132, 132A, 132B, 132D, 132E, 132F, 132H, 132K, 132P, 132V, 133, 133A, 133AK, 133GP, 133K, 133KT, 132T, 132Ü, 133Ş, 222, 251, KM2, KM10, KM13, KM24, KM26, KM27, KM28, KM72
- Маршрутки: Кадикьой — Пендік

## Схема станції
Станція Пендік має дві острівні платформи та одну берегову платформу. 
Платформа 1, що обслуговується коліями 1 і 2, зарезервована для майбутнього приміського сполучення Мармарай. 
Платформи 2, що обслуговують колії 3 і 4, призначені для швидкісних і регіональних поїздів TCDD.